# Liga LEB 2003-2004
La Liga LEB 2003-2004 è stata la 48ª edizione della seconda divisione spagnola di pallacanestro maschile (la 8ª con il nome di Liga LEB).

## Squadre partecipanti
Le squadre passano da 16 a 18.
- UB La Palma: titolo acquistato da CD Universidad Complutense.
- Ciudad de Huelva: rimane in Liga LEB dopo aver ottenuto un posto vacante.

| Squadra                   | Città                  | Regione          |
| ------------------------- | ---------------------- | ---------------- |
| Club Ourense Baloncesto   | Ourense                | Galizia          |
| Bilbao Basket             | Bilbao                 | Paesi Baschi     |
| Alerta Cantabria Lobos    | Torrelavega            | Cantabria        |
| UB La Palma               | Santa Cruz de la Palma | Canarie          |
| Ciudad de Huelva          | Huelva                 | Andalusia        |
| Melilla                   | Melilla                | Melilla          |
| CAI Zaragoza              | Saragozza              | Aragona          |
| Drac Inca                 | Inca                   | Baleari          |
| Coinga Menorca            | Mahón                  | Baleari          |
| CB Granada                | Granada                | Andalusia        |
| Plasencia Galco           | Plasencia              | Estremadura      |
| Aracena                   | Aracena                | Andalusia        |
| CB Los Barrios            | Los Barrios            | Andalusia        |
| CB Tarragona              | Tarragona              | Catalogna        |
| Algeciras Cepsa           | Algeciras              | Andalusia        |
| León Caja España          | León                   | Castiglia e León |
| Cáceres Destino Turístico | Cáceres                | Estremadura      |
| Calefacciones Farho Gijón | Gijón                  | Asturie          |

## Classifica finale
| #  | Teams                     | P  | V  | P  | PF   | PS   | Qualificate   |
| -- | ------------------------- | -- | -- | -- | ---- | ---- | ------------- |
| 1  | Bilbao Basket             | 34 | 22 | 12 | 2681 | 2438 | Playoff       |
| 2  | CB Granada                | 34 | 21 | 13 | 2755 | 2566 | Playoff       |
| 3  | Plasencia Galco           | 34 | 21 | 13 | 2692 | 2611 | Playoff       |
| 4  | León Caja España          | 34 | 20 | 14 | 2689 | 2622 | Playoff       |
| 5  | Coinga Menorca            | 34 | 20 | 14 | 2795 | 2761 | Playoff       |
| 6  | CAI Zaragoza              | 34 | 20 | 14 | 2768 | 2663 | Playoff       |
| 7  | UB La Palma               | 34 | 18 | 16 | 2684 | 2679 | Playoff       |
| 8  | Ciudad de Huelva          | 34 | 17 | 17 | 2715 | 2651 | Playoff       |
| 9  | Cáceres Destino Turístico | 34 | 16 | 18 | 2564 | 2611 |               |
| 10 | Melilla                   | 34 | 16 | 18 | 2799 | 2819 |               |
| 11 | Alerta Cantabria Lobos    | 34 | 16 | 18 | 2730 | 2802 |               |
| 12 | Calefacciones Farho Gijón | 34 | 15 | 19 | 2647 | 2674 |               |
| 13 | CB Tarragona              | 34 | 15 | 19 | 2684 | 2764 |               |
| 14 | CB Los Barrios            | 34 | 15 | 19 | 2664 | 2760 |               |
| 15 | Algeciras Cepsa           | 34 | 14 | 20 | 2704 | 2726 |               |
| 16 | Drac Inca                 | 34 | 14 | 20 | 2736 | 2857 | Playout       |
| 17 | Club Ourense Baloncesto   | 34 | 14 | 20 | 2607 | 2769 | Playout       |
| 18 | Aracena                   | 34 | 12 | 22 | 2568 | 2739 | Retrocessione |

## LEB Playoffs
I vincitori delle semifinali vengono promosse direttamente in Liga ACB.
|  | Quarti di finale | Quarti di finale | Quarti di finale |            |                  | Semifinali    | Semifinali | Semifinali |  |  | Finale | Finale        | Finale |
|  |                  |                  |                  |            |                  |               |            |            |  |  |        |               |        |
|  | 1                | Bilbao Basket    | 3                |            |                  |               |            |            |  |  |        |               |        |
|  | 8                | Ciudad de Huelva | 2                |            |                  |               |            |            |  |  |        |               |        |
|  | 8                | Ciudad de Huelva | 2                |            | 1                | Bilbao Basket | 3          |            |  |  |        |               |        |
|  |                  |                  |                  |            | 1                | Bilbao Basket | 3          |            |  |  |        |               |        |
|  |                  | 4                | León Caja España | 0          |                  |               |            |            |  |  |        |               |        |
|  | 4                | 4                | León Caja España | 0          | León Caja España | 3             |            |            |  |  |        |               |        |
|  | 4                |                  |                  |            | León Caja España | 3             |            |            |  |  |        |               |        |
|  | 5                | Coinga Menorca   | 2                |            |                  |               |            |            |  |  |        |               |        |
|  |                  |                  |                  |            |                  |               |            |            |  |  | 1      | Bilbao Basket | 85     |
|  |                  |                  | 2                | CB Granada | 81               |               |            |            |  |  |        |               |        |
|  | 2                | CB Granada       | 3                |            |                  |               |            |            |  |  |        |               |        |
|  | 7                | UB La Palma      | 1                |            |                  |               |            |            |  |  |        |               |        |
|  | 7                | UB La Palma      | 1                |            | 2                | CB Granada    | 3          |            |  |  |        |               |        |
|  |                  |                  |                  |            | 2                | CB Granada    | 3          |            |  |  |        |               |        |
|  |                  | 6                | CAI Zaragoza     | 2          |                  |               |            |            |  |  |        |               |        |
|  | 3                | 6                | CAI Zaragoza     | 2          | Plasencia Galco  | 2             |            |            |  |  |        |               |        |
|  | 3                |                  |                  |            | Plasencia Galco  | 2             |            |            |  |  |        |               |        |
|  | 6                | CAI Zaragoza     | 3                |            |                  |               |            |            |  |  |        |               |        |

## Playout
La perdente retrocede in LEB Plata.
| Squadra 1 | Risultato | Squadra 2               |
| --------- | --------- | ----------------------- |
| Drac Inca | 2 - 3     | Club Ourense Baloncesto |

## Verdetti
- Promozioni in Liga ACB: Bilbao Basket e CB Granada
- Retrocessioni in LEB Plata: Drac Inca e Aracena